# Curtara breva
Curtara breva är en insektsart som beskrevs av Delong och Wolda 1982. Curtara breva ingår i släktet Curtara och familjen dvärgstritar. Inga underarter finns listade i Catalogue of Life.